# 廣東語集成
《廣東語集成》，是台灣日治時期的一本客家語教課書，劉克明著。1918年完成，隔年由台北新高堂書店發行，發行人村崎長昶，每本定價50錢。全書共168頁，含序文一篇、凡例5條以及音調、語法、會話等三個章節，採日語、客語對譯的形式。